# Charvaka
Charvaka (sanskrit: चार्वाक), även känd som Lokayata, är en riktning inom indisk filosofi. De förkastade traditionella religiösa uppfattningar som tron på ett liv efter döden, gudar och karma. Charvaka ansåg att kunskap kom från perception och erfarenhet.
Charvaka omnämns från 500-talet f.Kr. och tycks ha dött ut efter 1100-talet.